# 13 jours, 13 nuits
13 jours, 13 nuits (vertaald: 13 dagen, 13 nachten) is een politieke thriller uit 2025, geregisseerd door Martin Bourboulon, mede geschreven door Bourboulon en Alexandre Smia en gebaseerd op de gelijknamige roman van Mohamed Bida. De film heeft Roschdy Zem in de hoofdrol als Bida, naast Lyna Khoudri en Sidse Babett Knudsen, en volgt de evacuatie van de Franse ambassade in Kabul in 2021 tijdens de machtsovername door de Taliban.
De film beleefde zijn wereldpremière buiten competitie op het Filmfestival van Cannes 2025, op 23 mei 2025. De film werd op 27 juni 2025 in de bioscoop uitgebracht door Pathé in Frankrijk. De film kreeg gemengde kritieken en presteerde ondermaats aan de Franse box office, ondanks het budget van € 30 miljoen.

## Verhaal
Op 15 augustus 2021, terwijl de Amerikaanse troepen zich terugtrekken uit Afghanistan, nemen Taliban-rebellen Kabul in. Te midden van de chaos onderhandelt de Franse commandant Mohamed Bida (Roschdy Zem) met de Taliban om een veilige doorgang te garanderen voor 2800 vluchtelingen die vastzitten in de Franse ambassade. Met de hulp van Eva (Lyna Khoudri), een Frans-Afghaanse hulpverlener, organiseert hij een 13 dagen durende race om hen via de luchthaven te evacueren voordat de Taliban naderen.

## Cast
- Roschdy Zem als commandant Mohamed Bida
- Lyna Khoudri als Eva, een humanitaire hulpverlener
- Sidse Babett Knudsen als Kate, een Amerikaanse journalist
- Christophe Montenez als Martin, een DGSE-officier
- Sina Parvaneh als Sediqi, een Afghaanse tolk
- Yan Tual als JC, een Franse Special Forces-agent
- Fatima Adoum als Amina, een vluchteling

## Productie

### Ontwikkeling
Bourboulon ontdekte Bida's roman tijdens de montage van The Three Musketeers: Milady (2023). Hij voelde zich aangetrokken tot de 'nauwkeurige' details van de operatie en de emotionele inzet ervan. Het project markeerde Bourboulons overstap van historische films naar hedendaags drama.

### Opnames
De opnames vonden voornamelijk plaats in Marokko, met extra scènes in Frankrijk. Stuntscènes met lokale artiesten en militaire adviseurs moesten de chaos in Kabul nabootsen.

## Release

### Inkomsten
De film ging in première in 526 Franse bioscopen, maar trok gemiddeld slechts 206 toeschouwers per scherm, en bracht wereldwijd $ 2,39 miljoen op, tegenover een budget van € 30 miljoen. In juli 2025 had de film in Frankrijk 311.320 bezoekers getrokken. 

## Ontvangst
13 Hours, 13 Day kreeg over het algemeen positieve recensies van critici, die de nadruk legden op de historische nauwkeurigheid en het meeslepende spel van Roschdy Zem. Verschillende recensenten merkten echter problemen op met het tempo van de film, wat erop wees dat het verhaal soms traag op gang kwam.
RTS (Zwitserland) beschreef de film als "een spannend maar ongelijkmatig eerbetoon aan onbezongen helden" en prees de manier waarop de evacuatie uit Kabul werd weergegeven, maar wees ook op momenten waarop het verhaal de focus verloor.
Andere critici prezen de aandacht voor detail in de film bij het naspelen van echte gebeurtenissen en waren van mening dat Zems vertolking emotionele diepgang aan het verhaal gaf.
Sommige recensenten vonden dat de film, ondanks zijn sterke punten, door het tempo en de structuur minder impact had op de algehele film.
Over het geheel genomen werd de film gewaardeerd omdat hij licht wierp op een belangrijke historische gebeurtenis en vanwege de sterke acteerprestaties, ook al kreeg hij gemengde reacties op de verhaallijn.